# Egon Schiele (film)
Pour plus de détails, voir Fiche technique et Distribution.
Egon Schiele (Egon Schiele: Tod und Mädchen) est un film autrichien réalisé par Dieter Berner, sorti en 2016. Il tient son titre original du tableau du peintre Mort et Jeune fille.

## Synopsis
La vie du peintre Egon Schiele.

## Fiche technique
- Titre : Egon Schiele
- Titre original : Egon Schiele: Tod und Mädchen
- Réalisation : Dieter Berner
- Scénario : Hilde Berger et Dieter Berner
- Musique : André Dziezuk
- Photographie : Carsten Thiele
- Montage : Robert Hentschel
- Production : Alexander Dumreicher-Ivanceanu, Alexander Glehr, Bady Minck et Franz Novotny
- Société de production : Novotny & Novotny Filmproduktion, Amour Fou Luxembourg et Ulrich Seidl Film Produktion
- Société de distribution : Bodega Films (France)
- Pays :  Autriche et  Luxembourg
- Genre : Biopic, drame et historique
- Durée : 110 minutes
- Dates de sortie : 
  -  Autriche : 7 octobre 2016
  -  France : 16 août 2017

## Distribution
- Noah Saavedra : Egon Schiele / le frère
- Maresi Riegner : Gerti Schiele / la sœur
- Valerie Pachner : Wally Neuzil / le modèle / le grand amour d'Egon
- Marie Jung : Edith Harms / la femme d'Egon
- Elisabeth Umlauft : Adele Harms / la vendeuse
- Larissa Breidbach : Moa Mandu / l'actrice / le modèle
- Thomas Schubert : Anton Peschka / l'artiste / le mari de Gerti
- Daniel Sträßer : Dom Osen
- Cornelius Obonya : Gustav Klimt
- André Jung : Richter St. Pölten
- Luc Feit : Arthur Roessler
- Fanny Berner : Tatjana von Mossig
- Michael Kreihsl : Dr. Haldenwang

## Distinctions
Le film a été nommé 5 fois aux Prix du cinéma autrichien et a remporté le Prix de la meilleure actrice pour Valerie Pachner.